# Толстов, Василий Никанорович
Василий Никанорович Толстов (6 декабря 1923, Лысогорская, Кавказская губерния — 23 июля 1984, Дубна, Московская область) — советский военнослужащий, участник Великой Отечественной войны, Герой Советского Союза.

## Биография
Родился 6 декабря 1923 года в станице Лысогорская ныне Георгиевского района Ставропольского края.
В Красной Армии с 1942 года. Участник Великой Отечественной войны с сентября 1942 года. Командовал отделением в составе 1339-го стрелкового полка 318-й стрелковой дивизии 18-й армии Северо-Кавказского фронта в звании младшего сержанта.
Участвовал в освобождении Новороссийска, Ростова, Керчи. Отличился 1-6 ноября 1943 года в боях за плацдарм на Керченском полуострове. Отделение Василия Толстова на плацдарме отбило 62 контратаки противника, уничтожило большое количество живой силы и техники врага.
Указом Президиума Верховного Совета СССР от 17 ноября 1943 года за образцовое выполнение боевых заданий командования и проявленные при этом мужество и героизм младшему сержанту Толстову Василию Никаноровичу присвоено звание Героя Советского Союза с вручением ордена Ленина и медали «Золотая Звезда».
В дальнейшем принимал участие в освобождении Крыма, Украины, Румынии, Болгарии. В 1947 году демобилизован. 
Жил в городе Дубна Московской области. В период с 1950 по 1984 годы работал на Дубненском машиностроительном заводе. Почётный гражданин г. Дубны.
Василий Никанорович умер 23 июля 1984 года.

## Награды[1]
- Медаль «За отвагу» (26.01.1943)
- Медаль «За отвагу» (10.06.1943)
- Орден Ленина и медаль «Золотая Звезда» (17.11.1943)
- Орден Красного Знамени (13.01.1944)
- Медаль «За победу над Германией в Великой Отечественной войне 1941–1945 гг.» (9.05.1945)
- Медаль Ветеран труда

## Память

Мемориальная доска памяти Василия Толстова в Дубне

- В городе Георгиевске есть «Толстовский бульвар».
- Портрет В. Н. Толстова установлен на аллее памяти героев Советского Союза - уроженцев Георгиевского района.
- На стене главной здания проходной Дубненского машиностроительного завода установлена мемориальная доска памяти В. Н. Толстова.